# 세스 노테봄

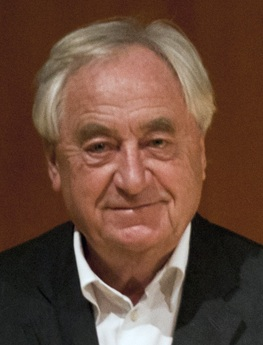
세스 노테봄 (2011)

세스 노테봄(네덜란드어: Cees Nooteboom, 1933년 7월 31일 ~ )은 네덜란드의 작가이다. 태어날 때 이름은 코르넬리스 요하네스 야코부스 마리아 노테봄(Cornelis Johannes Jacobus Maria Nooteboom)이다. 헤이그에서 태어났다. 저널리스트와 문학평론가로 일했으며 작가로서 시, 기행문학, 소설 등의 작품을 출판하였다. 1957년 안네 프랑크 상을 시작으로 수많은 수상경력을 가졌으며, 그의 작품은 약 15개의 언어로 번역, 출간되었다.

## 저서
- 기사는 죽었다 (De ridder is gestorven, 1963)
- 의례 (Rituelen, 1980)
- 가상과 존재의 노래 (Een lied van schijn en wezen, 1981)
- 네델란드의 산에서 (In Nederland, 1984)
- 다음의 이야기 (Het volgende verhaal, 1991)
- 모든 영혼 (Allerzielen, 1998)
- 실락원 (Paradijs Verloren, 2004)